# 梁綱 (嘉靖進士)
梁綱（1527年—？），字立夫，一字正夫，號承斋，山西平陽府絳州稷山縣人，儒籍，明朝政治人物。

## 生平
嘉靖三十一年（1552年）壬子科山西鄉試第一名舉人。嘉靖四十一年（1562年）中式壬戌科會試第一百四十五名，二甲第七十四名進士。授户部主事，管天津、易州倉，督饷密云，將多余钱粮三千多金上交。历官河南按察司佥事，隆慶四年（1570年）七月升湖广布政使司右参议。以终养归。修建知止軒，读书其中。喜书法，大小書俱精工。
荐章二十余上，萬曆十四年（1586年）正月起用为陕西左参议，不赴任。著有《高梁生集》等计有十三种，共二百一十卷，祀乡贤。

## 家族
曾祖梁鑄，巡檢；祖父梁溥，弘治己酉舉人，官秦府長史 贈奉政大夫；父梁格，嘉靖乙未進士，南京兵科給事中。母郝氏（封孺人）。慈侍下。兄梁紀（贡士）。弟梁维（贡士）。
兄梁紀，字理夫，號晴石，旌表孝子，著有《樗栎子》等書，門人私謚曰“靖孝先生”。弟梁维，字持夫，號水岩，嘉靖戊午舉人，与伯仲齊名，時称三鳳。著有《三桂堂集》。